# Ctenus schneideri
Ctenus schneideri is een spinnensoort in de taxonomische indeling van de kamspinnen (Ctenidae).
Het dier behoort tot het geslacht Ctenus. De wetenschappelijke naam van de soort werd voor het eerst geldig gepubliceerd in 1906 door Embrik Strand.